# Гигиена фонда
Гигиена фонда — обобщённое название мероприятий, обеспечивающих сохранность библиотечного фонда и его устойчивость к разрушительному воздействию биологических вредителей фонда. Под гигиеной также понимается поддержание оптимального физико-химического и биологического режимов в фондохранилище.
Кроме того, гигиена фонда — раздел гигиенической науки, изучающий влияние физико-химического и биологического состояния книг на здоровье людей. Вредные вещества, находящиеся в воздухе, не только способствуют ущербу книг, но и оказывают неблагоприятное влияние на здоровье и самочувствие работников и посетителей библиотеки. В целях охраны здоровья лиц, пользующихся книгами, проводят санитарно-гигиенические мероприятия, а именно:
- обеззараживание книг,
- уничтожение возбудителей и переносчиков инфекционных заболеваний,
- очищение воздушной среды от загрязнений.

Гигиена библиотечного фонда — важный аспект библиотечного дела. Она является предметом рассмотрения научных статей и исследований.
Простейшим методом гигиены фонда является обеспыливание книг — очистка книг от пыли с помощью пылесоса либо вручную. Некоторые крупные библиотеки имеют специальное оборудование для борьбы с грибковым (плесневым) заражением книг. В частности, в некоторых библиотеках Японии имеются шкафы для поштучного обеззараживания книг.
К гигиене фонда иногда относят и общесанитарные мероприятия, проводимые в библиотеках, такие как генеральная уборка и обеззараживание контактных поверхностей. В условиях неблагоприятной санитарно-эпидемиологической ситуации во избежание контактного распространения вирусов через книги выработаны специальные рекомендации по гигиеническим мероприятиям, включающие в себя помещение книг на карантин на 3-5 суток после возврата их читателем.